# Саллас, Яннис
Яннис Саллас (греч.  Γιάννης Σαλλάς , 1908, Икария — 18 октября 1949, Самос) — греческий солдат и революционер, член Коммунистической партии Греции, руководитель восстания греческой армии на Ближнем Востоке в годы Второй мировой войны, комиссар подразделений Демократической армии (ДСЭ) на острове Самос в годы Гражданской войны в Греции.

## Биография
Яннис Саллас родился в 1908 году в селе Фарантато острова Икария.
Окончил гимназию в городе Эвдилос Икарии, после чего учился в Торговом училище Пирея. Служил на военно-морском флоте Греции. После демобилизации вступил в контакт с коммунистическим движением в Пирее.
Вернувшись на Икарию вступил в местную партийную организацию.
Был сослан на год на остров Сикинос в 1932 году. По возвращении был избран членом Совета общины в Фарантато.
В 1934 году вмешался при вручении налоговой повестки бедным крестьянам. При попытке его ареста полицейскими, бежал, но получил пулевое ранение в руку. Событие вызвало взрыв возмущения на острове.
Последовала большая демонстрация в Эвдилос, с столкновениями с полицией и арестами.
Все арестованные были перевезены на соседний остров Самос и остров Сирос.
Яннис Саллас избежал ареста, добрался до Афин, где связался с партийной организацией и жил и действовал в подполье.
В 1936 году, когда разразилась Гражданская война в Испании, Саллас попытался выбраться в Испанию, чтобы вступить в Интернациональные бригады, в составе которых в декабре была сформирована Греческая рота Р. Фереос.
Однако его попытка была неудачной. Он был арестован на корабле и, вместо Испании, оказался в тюрьме в крепости Акронафплия в городе Нафплион.
В тюрьме Акронафплия он пробыл 3 года, где, по причине лишений и тяжёлых условий, кровохарканья стали дле него частым явлением. Почти при смерти, он был переведен в тюремный санаторий в Асвестохори, в 12 км от македонской столицы, города Фессалоники.
28 октября 1940 года итальянские войска вторглись в Грецию. Греческая армия отразила нападение и перенесла военные действия на территорию Албании. Продолжающиеся греческие победы вынудили Гитлеровскую Германию прийти на помощь своему союзнику. Германская армия вторглась в Грецию с территории союзной ей Болгарии 6 апреля 1941 года. Не сумев с хода взять Линию Метаксаса на греко-болгарской границе, немцы развили своё наступление через территорию Югославии. 2-я танковая дивизия вермахта (18-й корпус), совершив обходной манёвр, пересекла болгаро-югославскую границу 8 апреля и, не встретив здесь значительного сопротивления, через практически не прикрытую греко-югославскую границу и долину реки Аксиос вышла к Фессалоники 9-го апреля.
В создавшемся хаосе Салласу удалось бежать. После ряда приключений он добрался до Икарии и своего села.
С началом тройной, германо-итало-болгарской, оккупации Греции он отправился на Ближний Восток и прибыл в Египет 8 сентября 1941 года:607.

## Антифашистская Военная Организация
На Ближнем Востоке эмиграционное греческое правительство формировало греческие военные подразделения. Однако с привлечением большого числа офицеров довоенного диктаторского режима генерала И. Метаксаса и монархистов, становилось очевидным, что эти подразделения формировались не столько для борьбы против армий Оси, сколько для возвращения эмиграционного правительства и обеспечивающего британские интересы королевского двора в Грецию, после её освобождения, что делало вероятным их использование против созданной по инициативе компартии Народно-освободительной армии Греции.
Вместе с другими антифашистами, солдатами и офицерами, Саллас стал инициатором «Антифашистской Военной Организации» (ΑΣΟ) и стал её Генеральным секретарём.
Историк Т. Герозисис пишет, что поскольку Саллас покинул Грецию не имея контакта с компартией до 1943 года, он действовал по своему усмотрению и ни компартия ни Национально-освободительный фронт (ЭАМ) не имели непосредственного отношения к его действиям:608.
Продолжающаяся конфронтация в греческих частях на Ближнем Востоке между монархистами и республиканцами, вынудили короля и премьер -министра Э. Цудероса покинуть Лондон, обосноваться в феврале 1943 года в Египте и выполнить некоторые из требований взбунтовавшихся республиканцев 2-й греческой бригады:651.

### Восстание армии и флота на Ближнем Востоке
18 марта 1944 года, было объявлено о создании на освобождённой Народно-освободительной армией Греции территории «Политического Комитета Национального Освобождения» (греч. Πολιτική Επιτροπή Εθνικής Απελευθέρωσης — ΠΕΕΑ), известного и как «Правительство гор».
Когда новость достигла Ближнего Востока, ΑΣΟ решила оказать давление на Цудероса, чтобы тот признал ΠΕΕΑ и вместе с «Правительством гор» сформировал новое правительство национального единства.
Делегация офицеров республиканцев прибыла к Цудеросу 31 марта. Цудерос принял её вежливо, заявил что он согласен с формированием правительством национального единства, но тут же, по выходе делегации, приказал её арестовать:700.
Событие вызвало волнения в воинских частях и требование отставки Цудероса. Цудерос, под давлением англичан, которые не желали видеть греческое правительство вне британского контроля, отказался уйти в отставку.
Последовал мятеж греческих частей и флота на Ближнем Востоке в апреле 1944 года.
Потеряв контроль над ситуацией, Цудерос в конечном итоге подал в отставку:702.
13 апреля прибывший в Каир король Георг назначил премьер-министром Софокла Венизелоса. Тем временем, арестованные Цудеросом 13 офицеров были освобождены восставшими. Последовало восстание на флоте. В Александрии, где находились 6 эсминцев и другие греческие корабли и в Порт-Саиде, где стоял ветеран и слава греческого флота, броненосец « Георгиос Авероф» с 6 эсминцами и подлодками, восстание было всеобщим.
Эпицентром восстания флота в Александрии стали эсминец «Крити» и плавмастерская «Гефест». Экипаж эсминца «Пинд» выбросил перед отходом старших офицеров в море и совершил переход в Мальту, пытаясь привлечь к восстанию греческие корабли, находящиеся на этом острове, после чего перешёл в Италию и, войдя в контакт с компартией Италии, отказался продοлжать службу в королевском флоте.
Подводные лодки, находившиеся на Мальте или в походе в Средиземном море, заявили о присоединении к восстанию. Командующий флотом адмирал Константинос Александрис присоединился к восстанию и прислал в Каир 4 офицера с целью оказать давление на политиков для формирования правительства национального единства:703.
Восстание перекинулось на армию. 1-я бригада, готовая к отправке в Италию и насчитывающая 5 тысяч человек, требовала, чтобы её считали соединением Народно-освободительной армии Греции (ЭЛАС). Восставшие арестовали офицеров. Имелись убитые и раненые.
Венизелос использовал для подавления восстания верных королю военных, но в основном британские части. 1-я бригада была окружена британской дивизией. В стычках имелись убитые с двух сторон. Окружённая бригада сдалась через 16 дней, 23 апреля.
Тем временем разложились артиллерийский полк и другие греческие части. Последней восставшей частью, которая была разоружена англичанами, стал танковый полк, 4 мая.
Более кровавым стало подавление восстания на флоте. 16 апреля британский адмирал Эндрю Браун Каннингем предупредил Софокла Венизелоса, что англичане полны решимости потопить греческий флот в Александрии.
Венизелос озабоченный тем, что греческий флот может повторить судьбу французского флота в Оране в 1940 году, решил действовать сам. Он назначил командующим флотом адмирала Петроса Вулгариса, который сумел с верными ему офицерами и моряками провести операцию перезахвата флота в ночь с 22 на 23 апреля. При проведении операции погибло несколько офицеров и моряков:704.
Из числа 30 тысяч греческих офицеров и солдат на Ближнем Востоке от 20 до 22 тысяч были заключены в британские концентрационные лагеря в Эритрее, Египте и Ливии.
Прошедшие фильтрацию укомплектовали преторианские соединения 3-я Греческая горная бригада и Священный отряд (1942), верные королю и англичанам:705.
После подавления восстания, моряки восставших греческих кораблей, в числе заключённых в британские лагеря, прошли фильтрацию, прежде чем вернуться на борт своих кораблей.
За свою деятельность и руководство восстанием, Саллас был арестован англичанами и отправлен в английский концлагерь в Египте.
Однако всего лишь через несколько недель, руководство компартии, следуя политике национального единства, приняло участие в Конференции в Ливане, где осудило восстание.

## Оценка восстания и деятельности Салласа
Политика компромисса выраженная компартией Греции на Конференции в Ливане, а затем, в итальянской Казерте в начале 1944 года, где очередным компромиссом командование всех греческих сил, включая ЭЛАС, было отдано британскому генералу, не привела к мирному развитию послевоенной политической жизни Греции.
Воспользовавшись правами, вытекающими из этих соглашений, и под предлогом якобы гуманитарной Операции «Манна», британские войска высадились в практически уже освобождённую частями ЭЛАС Грецию в середине октября 1944 года.
Через месяц, после политического кризиса, где камнем преткновения стали отфильтрованные Священный отряд и 3-я Греческая горная бригада, британская гуманитарная операция переросла в открытое военное столкновение в декабре 1944 года в Афинах с городскими отрядами ЭЛАС.
Руководства компартии и ЭАМ, в очередной раз, пошли на компромисс и подписали Варкизское соглашение в январе 1945 года, полагая, что таким образом удастся избежать гражданской войны и направить политическую жизнь страны в мирное русло.
После освобождения Саллас вернулся в Грецию и своим докладом принял участие в дискуссии в ЦК компартии Греции касательно антифашистской борьбы на Ближнем Востоке.
Поскольку значительная часть руководства партии считала, что восстание на Ближнем Востоке было ошибкой и возлагало на него вину, Саллас заявил, что летом 1943 года, в Каире, функционер партии П. Руссос согласовал с ним план, согласно которому создание ПЕЕА станет сигналом для восстания на Ближнем Востоке:701.
Сегодняшнее руководство компартии и историографы близкие к ней считают ошибкой не само восстание, а все последовавшие компромиссы партийного руководства, в результате которых позиция ЭАМ-ЭЛАС была ослаблена, что только ускорило конфронтацию с англичанами и правыми кругами в намного худших условиях.
Часть оппозиционных компартии историков, такие как например Фивос Икономидис, вписывают восстание руководимое Салласом в русло советской политики тех лет.
Икономидис пишет, что Советский Союз открыто поддержал восстание греческой армии на Ближнем Востоке. Основываясь на этом утверждении, Икономидис предполагает, что Саллас и руководство ΑΣΟ находились в контакте не с ЦК компартии в Афинах или с ΠΕΕΑ в греческих горах, но напрямую с советским руководством. Икономидис пишет, что «советское руководство искало рычаг воздействия на англичан, чтобы обеспечить свои цели в Польше, против которых Британия ещё упорно сопротивлялась». Согласно Икономидису, «греческие коммунисты на Ближнем Востоке были для советского руководства лишь расходным материалом, таким же образом, как стали расходным материалом их товарищи в Афинах через несколько месяцев, в декабре 1944 года».

## Гражданская война
После декабрьских боёв 1944 года, руководство ЭАМ и компартии Греции подписало в январе 1945 года Варкизское соглашение, полагая что этот компромисс приведёт к миру в стране.
Однако наступивший т. н. «Белый террор» против участников Сопротивления и сторонников компартии привёл страну весной 1946 года к гражданской войне (1946—1949).
По объяснимым географическим и геополитическим причинам, война затронула в основном материковую Центральную и Северную Грецию, которая граничила с северными соседями Греции, где к власти пришли коммунисты.
Этот факт использовался в те годы правительственной пропагандой и сегодня частью нынешней греческой и западной историографии, для утверждения о том, что Гражданская война в Греции была спровоцирована извне и что греческие коммунисты были готовы передать греческие территории соседям.
С другой стороны, этот факт также используется историографами бывшей югославской республики, которые спекулируя на гражданской войне в Греции и участии в ней части славяноязычного приграничного меньшинства, пытаются придать этой войне не греческий характер, утверждают, ни много ни мало, что это меньшинство составляло до 60 процентов людских ресурсов Демократической армии Греции.
Однако события на территориях далёких от северных границ и изолированных королевской армией и флотом нарушают эту пропаганду и заключения, подчёркивают греческий, антифашистский, антимонархический и классовый характер войны со стороны Демократической армии.
Среди этих территорий полуостров Пелопоннес, где действовала героическая ΙΙΙ дивизия Демократической армии, «Дивизия мёртвых», острова Крит, Эвбея, Лесбос, Кефалиния:886, Самос и Икария.
После Икарии, Самос был самым маленьким среди этих островов, в силу чего военные события, происшедшие на нём, «буквально невероятны».

## Эпопея Демократической Армии Греции на острове Самос
В 1947 году Саллас принял руководство партийным комитетом округа Самос-Икария-Фурни и приступил к созданию соединений Демократической армии на Самосе.
В том же году Саллас предложил земляку подполковнику Яннису Малагарису, которого знал с событий на Ближнем Востоке, возглавить создаваемые на Самосе военные отряды Демократической армии Греции (ΔΣΕ).
Решением Генерального штаба ΔΣΕ опубликованном в газете Временного правительства Яннис Малагарис был повышен в звание полковника, а Яннис Салас, ставший комиссаром, в звание подполковника:860.
В течение двух лет, с июля 1947 года по июль 1949 года, на этом островке площадью всего в 478  км² и с двумя горами Керкис (высотой в 1433 м) и Ампелос (Карвунис), Демократическая армия дала более 250 боёв против превосходящих её сил, чьё превосходство иногда было 50-кратным, и поддерживалось авиацией и артиллерией военных кораблей.
В Греческой гражданской войне, и, вероятно, в мировой истории партизанских движений, нет такого прецедента на столь маленьком и замкнутом географическом пространстве.
Партизанское движение на Самосе было тесно связано с движением на соседнем острове Икария, родине Салласа, отделённом от Самоса морским проливом шириной в 10 миль. Невзирая на то, что в проливе патрулировали корабли королевского флота, партизаны Икарии поддерживали на гребных шлюпках контакт с штабом на Самосе, отправляли на Самос своих бойцов и принимали на Икарию раненных. В силу того, что Икария, будучи почти в 2 раза меньше (255 кв. км) Самоса, была «перенасыщена» партизанами, весной 1949 года на Самос был переправлен полный взвод икарийскийх партизан. Из них на родной остров вернулись живыми только 2 человека:109.

### Бой на горе Карвунис
В 1947 году Гражданская война была в разгаре, но сообщения с Самоса были «невероятными».
Удары Демократической армии были сконцентрированы в районе горы Карвунис.
Более 2 тысяч солдат, жандармов и монархистской милиции ΜΑΥ были не в состоянии контролировать обстановку. Силы ΔΣΕ взяли с боем село Керки, а затем другие сёла горы. Правительственные войска начали большую операцию в северной части острова, с целью блокировать и уничтожить отряды ΔΣΕ. В операции приняли участие 2 батальона армии и жандармерии и отряды ΜΑΥ, общей численностью в 1500 человек. Приказ был лаконичным «Никого не оставлять живым».
В селе Гинеи, находились около 720 бойцов ΔΣΕ. Часть из них имела опыт войны на Ближнем Востоке и в рядах ЭЛАС. Они организовали оборону, имея только 3 пулемёта и 4 английских пулемёта-пистолета STEN. Снайперы контролировали северный склон.
Комиссар Саллас и полковник Малагарис морально готовили бойцов к завтрашнему бою . Малагарис инструктировал бойцов и заявил им: «Жизнь и судьба ΔΣΕ на Самосе зависит от этого боя» На рассвете 29 августа начался обстрел партизан с дистанции 100—150 метров. Меткий огонь партизан не позволял правительственным солдатам подойти ближе, но и желания атаковать они не проявляли.
Поскольку партизаны обеспечивали себе снабжением и продовольствием у противника, для них вопрос «Когда будет атака» был естественным.
50 бойцов решительно ринулись в атаку против правительственных войск.
Впереди Малагарис с пистолетом и Саллас с гранатой в руке.
Первыми в панике побежали ΜΑΥ, увлекая за собой в бегство и остальных.
Малагарис был тяжело ранен в плечо. Победа, о которой жители острова вспоминают по сей день, была полной и имела последствия в трёх сферах: Первое, победа дала большой авторитет ΔΣΕ на острове и вне его. Второе, многие члены ΜΑΥ более не брали оружие в свои руки. Третье, победа придала смелость и энтузиазм местной молодёжи, создав уже на следующий день массовый приток добровольцев в ряды партизан острова.

### Бой на горе Керкис — смерть Малагариса
21 июля 1949 года, ΔΣΕ Самоса дала свой последний и героический бой. Оставшись без боеприпасов и продовольствия, партизаны разбились на небольшие группы. За несколько дней до последнего боя им удалось разоружить большую группу солдат армии и ΜΑΥ.
Успехи партизан на острове мешали пропагандистской машине правительства и решение о ликвидации деятельности ΔΣΕ на Самосе была принята на самом высоком уровне.
20 июля на остров прибыли американский генерал Ван Флит и командующий королевской армией маршал Папагос для непосредственного руководства операцией на горе Керкис. За несколько дней до их прибытия население сёл было насильно выселено и сконцентрировано в лагерях в столице острова.
Операция Керки (Η επιχείρηση ΚΕΡΚΗ) началась на рассвете 21 июля. Гора Керкис была занята 7.000 солдат и жандармов, которые прочёсывали её с вершины до побережья, где стояли 3 эсминца, поддерживавших сухопутные части огнём своих орудий. С воздуха партизан обстреливали и бомбили самолёты королевских ВВС.
Под командованием Малагариса было не более 400 бойцов, но ему в течение нескольких часов удавалось удержать позицию Гинаки. Массированный обстрел с земли, воздуха и моря не давал партизанам и их штабу возможности для передвижения.
Малагарис ждал наступления вечера, с тем чтобы дать своим бойцам возможность прорваться к морю и попытаться покинуть остров.
Сам Малагарис ещё в июне заявлял своим штабистам: «Я кадровый офицер и знаю каким унижениям буду подвергнут, если я буду взят в плен. Поэтому я буду драться до конца и последняя пуля будет моей».
Малагарис покончил жизнь самоубийством вечером 21 июля 1949 года, вместе со своими штабистами Гридакисом, Вакалопулосом и Сверкидисом.
Маленьким группам удалось вырваться из кольца и продолжить своё сопротивление до октября 1949 года.
Группе 6 партизан удалось спрятаться в морской пещере, после чего она также продолжила сопротивление до октября

## После боя Керкиса — смерть Салласа
Тела Малагариса и его трёх штабистов были выставлены на обозрение заключённым в лагере в столице острова, в Вати.
Между тем Демократическая армия на материке, потеряв контроль над приграничным горным массивом Граммос, 16 октября 1949 года вывела свои соединения в Албанию.
При этом, генеральный секретарь компартии Никос Захариадис использовал в качестве программного лозунга на будущее двояко читаемую фразу «оружие к ноге».
Но на Самосе маленькие группы партизан ещё продолжали борьбу. «Граммос пал, но мы ещё сражались», говорил впоследствии ветеран Демократической армии с Самоса.
18 октября, при попытке переправиться на остров Икария, были взяты в плен последние бойцы ΔΣΕ на горе Керкис — комиссар Яннис Саллас и врач Г. Сарантос.
На запрос правительственной роты взявшей их в плен, был получен однозначный ответ: «Перевезите трупы в столицу». Приказ был исполнен, их тела, согласно приказу, были выставлены для демонстрации в столице острова.
После разгрома Демократической армии на Самосе тысяча солдат была переброшена на соседнюю Икарию, где начались карательные операции и аресты.
Поскольку гражданская война завершилась, местное руководство компартии заручилось гарантией жандармерии о амнистии в случае сдачи оружия. Однако гарантия была нарушена.
8 партизан, по-сво́ему читая фразу генсека партии «оружие к ноге», не подчинились указаниям местного руководства, и остались в горах. На протяжении многих лет, став местным мифом, они избегали облав армии, и в июле 1955 года сумели покинуть Икарию и Грецию на рыбацкой лодке:110.

## Память
События Гражданской войны оставили глубокий след у населения Самоса и Икарии и, вместе с самосскими революционными традициями XIX и начала XX веков, продолжают и сегодня влиять на его политическую ориентацию.
Если после развала социалистического лагеря и его негативного влияния на европейское коммунистическое движение, компартия Греции получает на парламентских выборах в среднем по стране от 5 до 10 процентов голосов, то в архипелаге Самос-Икария-Фурни, как правило, компартия получает в два раза больше голосов.
Так на выборах сентября 2012 года компартия набрала здесь почти 25 % голосов и избрала единственного депутата парламента от этих островов. Это был также лучший результат компартии по всей стране.
Каждый год, местная организация компартии организует церемонии памяти сотням убитых бойцов Демократической армии.
Отмечается, что «в подвиге Демократической армии на Самосе, через самопожертвование её бойцов, проявился руководящий военно-политический характер двух Яннисов, как они были воспеты своими соратниками. Янниса Малагариса и Янниса Салласа».
Сегодняшнее греческое правительство партии СИРИЗА продолжает утверждать о своей приверженности левым идеалам и также претендует на наследие Национального Сопротивления и борьбы Демократической армии.
Как следствие, 5 апреля 2015 года, через 3 месяца после победы СИРИЗА на парламентских выборах, Греческая почта назвала один из почтамтов на острове Икария «Почтамт Эвдилоса — Яннис Саллас». К дате переименования почтамта Греческая почта выпустила коллекционную почтовую марку с портретом Янниса Салласа, памятный альбом и специальную печать.

## Саллас как литературный прототип
Яннис Саллас стал литературным протипом одного из героев одного из наиболее известных греческих писателей послевоенного поколения Стратиса Циркаса.
Один из основных героев трилогии Циркаса «Неуправляемые города» (Ακυβέρνητες Πολιτείες), под именем Фанис, в действительности это Яннис Саллас. Греческий поэт Манолис Анагностакис пишет по этому поводу:
«Люди не знают кем в действительности был Яннис Саллас. Печально что молодёжь не знает его…. Саллас — это герой Ближнего Востока, организатор AΣO, Антифашистской Военной Организации, это Фанис в Неуправляемых городах Циркаса. Когда я прочитал книгу, я вскочил и позвонил Циркасу. Да, сказал Циркас, но герои книги не полностью соответствуют реальным лицам…».
Трилогию Циркаса перевели на французский в 1971 году Catherine Lerouvre и Хриса Прокопаки.
В 1972 году книга получила премию французских критиков и издателей как лучший иностранный роман этого года во Франции.
С 1983 по 1986 год, в течение трёх лет, греко-французский режиссёр Ровирос Мантулис снимал по этой трилогии совместный франко-греческий телевизионный сериал. В фильме играли греко-французский актёр Георгий Хорафас (Georges Corraface), Марина Влади и другие известные актёры.